# Browerville
Browerville és una població dels Estats Units a l'estat de Minnesota. Segons el cens del 2000 tenia 735 habitants.

## Demografia
Segons el cens del 2000, Browerville tenia 735 habitants, 318 habitatges, i 181 famílies. La densitat de població era de 405,4 habitants per km².
Dels 318 habitatges en un 27,7% hi vivien nens de menys de 18 anys, en un 47,5% hi vivien parelles casades, en un 6,9% dones solteres, i en un 42,8% no eren unitats familiars. En el 41,5% dels habitatges hi vivien persones soles el 27% de les quals corresponia a persones de 65 anys o més que vivien soles. El nombre mitjà de persones vivint en cada habitatge era de 2,24 i el nombre mitjà de persones que vivien en cada família era de 3,1.
Per edats la població es repartia de la següent manera: un 25,3% tenia menys de 18 anys, un 6,7% entre 18 i 24, un 23,1% entre 25 i 44, un 22,6% de 45 a 60 i un 22,3% 65 anys o més.
L'edat mediana era de 41 anys. Per cada 100 dones de 18 o més anys hi havia 72,6 homes.
La renda mediana per habitatge era de 26.250 $ i la renda mediana per família de 48.393 $. Els homes tenien una renda mediana de 35.208 $ mentre que les dones 24.375 $. La renda per capita de la població era de 15.493 $. Entorn del 10,9% de les famílies i el 15,2% de la població estaven per davall del llindar de pobresa.

## Poblacions més properes
El següent diagrama mostra les poblacions més properes.